# I Caught Fire
I Caught Fire (13 februari 2005) är den tredje singeln från det amerikanska bandet The Used's andra album In Love and Death.